# Parc national de l'embouchure de la Warta
Le parc national de l'embouchure de la rivière Warta, (polonais : Park Narodowy Ujście Warty) est le plus récent des 23 parcs nationaux de Pologne. 

## Présentation
Il a été créé le 19 juin 2001, dans la région du plus bas détroit de la rivière Warta, jusqu'à son confluent avec l'Oder, qui marque la frontière germano-polonaise. Le parc couvre une superficie de 80,38 kilomètres carrés au sein de la voïvodie de Lubusz. Le nom Ujście Warty signifie « la bouche de la Warta » – le mot polonais ujście est également utilisé pour désigner l'extrémité d'une rivière se jetant dans une autre rivière ou dans un lac plutôt que dans la mer. 
Le parc a été créé sur la zone formant l'ancienne réserve naturelle Słońsk, qui existait elle depuis 1977, et des parties du parc paysager de l'embouchure de la Warta. Le terrain est marécageux et boueux, ce qui en fait un paradis pour les oiseaux. C'est pourquoi l'ancienne réserve Słońsk, qui est maintenant une partie du parc, a été en 1984 protégée par la convention de Ramsar, dont le but est de protéger ces zones humides.
Le parc a son siège dans le village de Chyrzyno, près de Kostrzyn nad Odrą.

## Les eaux
La principale rivière du parc est la Warta, qui le divise en deux parties : Sud (y compris l'ancienne réserve Słońsk) et Nord - appelée également polder du Nord. Dans la partie Sud, les variations annuelles du niveau de l'eau atteignent 4 mètres et le parc s'en sert comme d'un gigantesque lac saisonnier lors des montées des eaux. Le niveau de l'eau monte ici habituellement à la fin de l'automne, mais il est le plus élevé au printemps (mars–avril). La partie Nord est riche en divers canaux, et est séparée de la Warta par une digue.

Logo
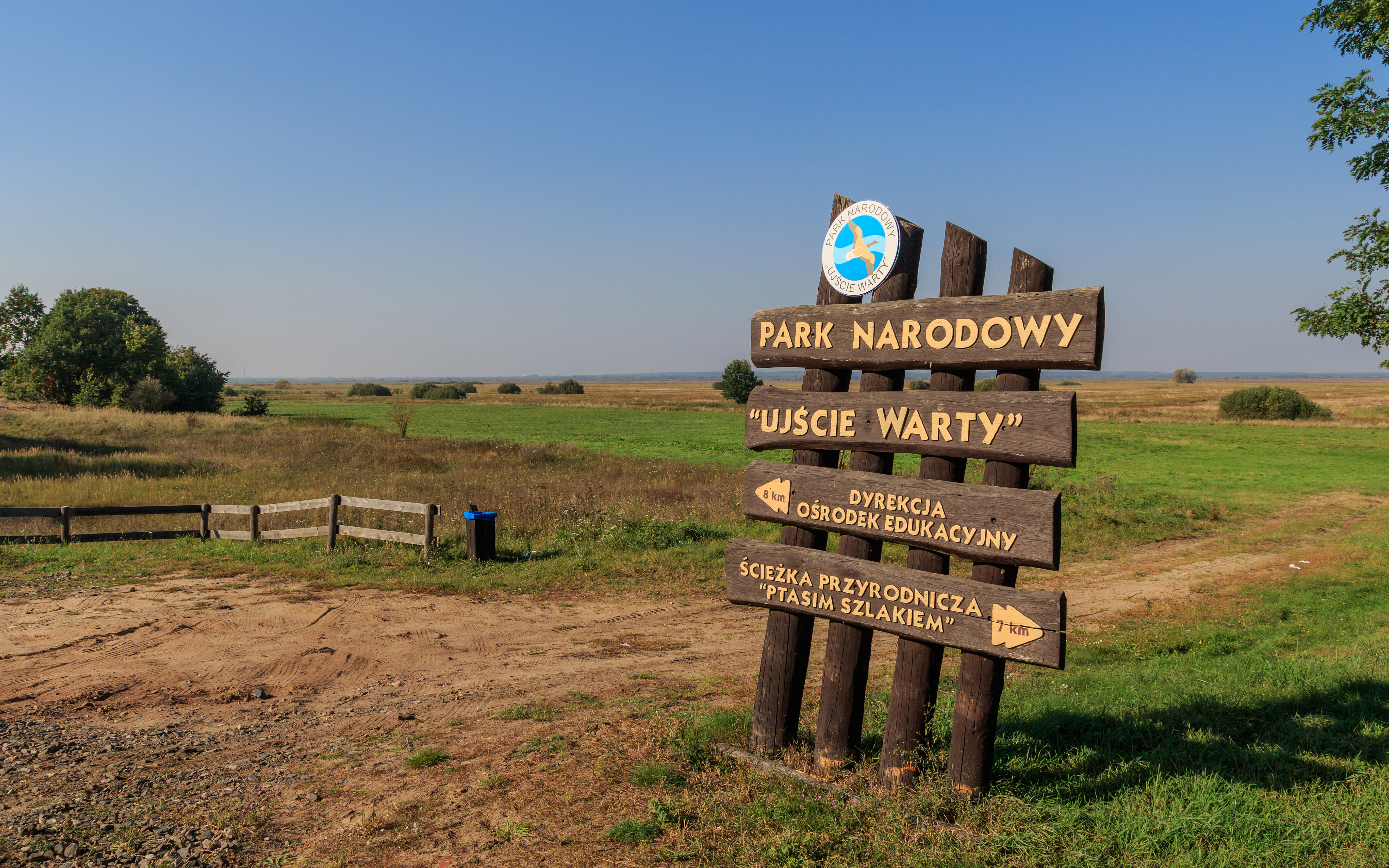
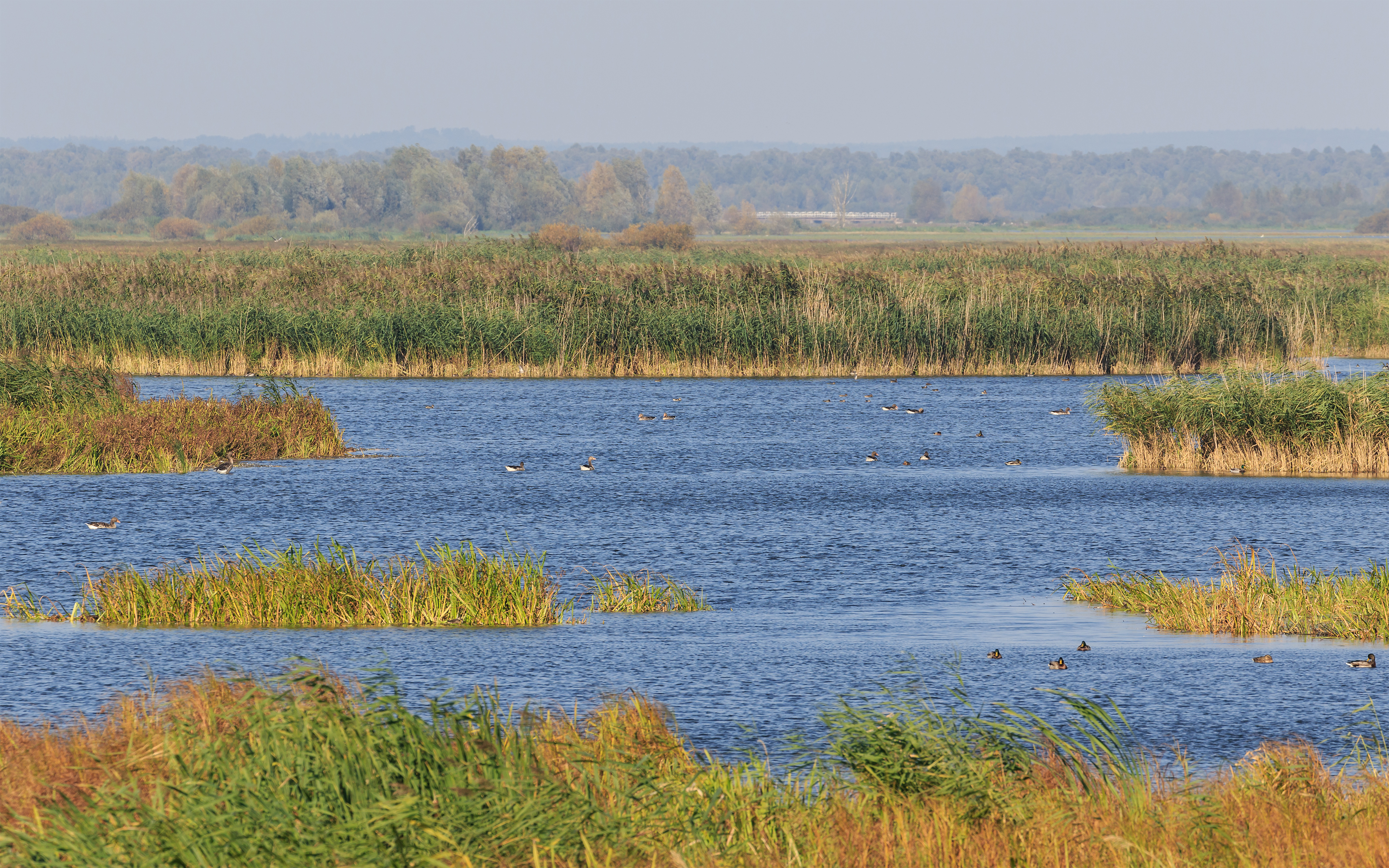
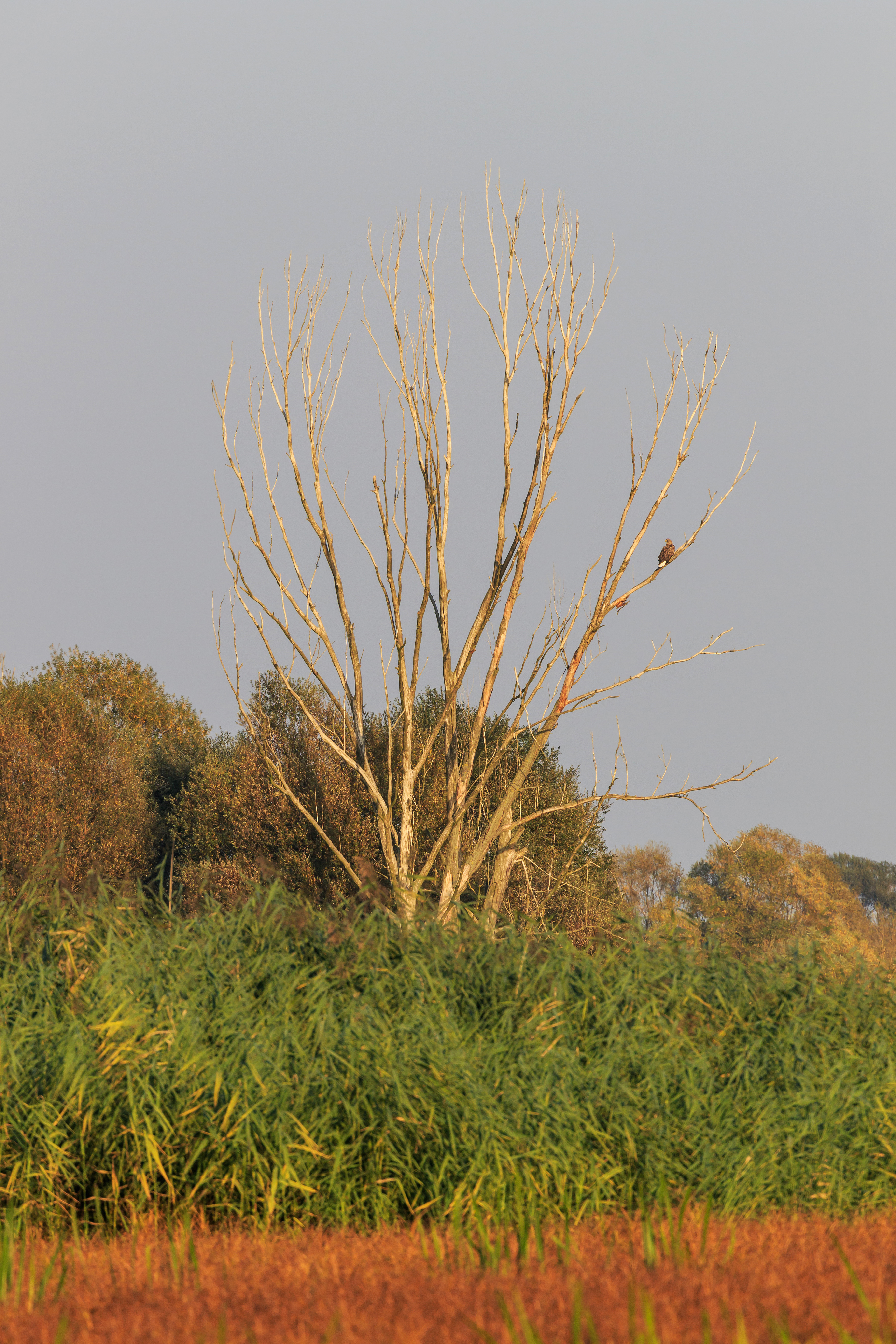
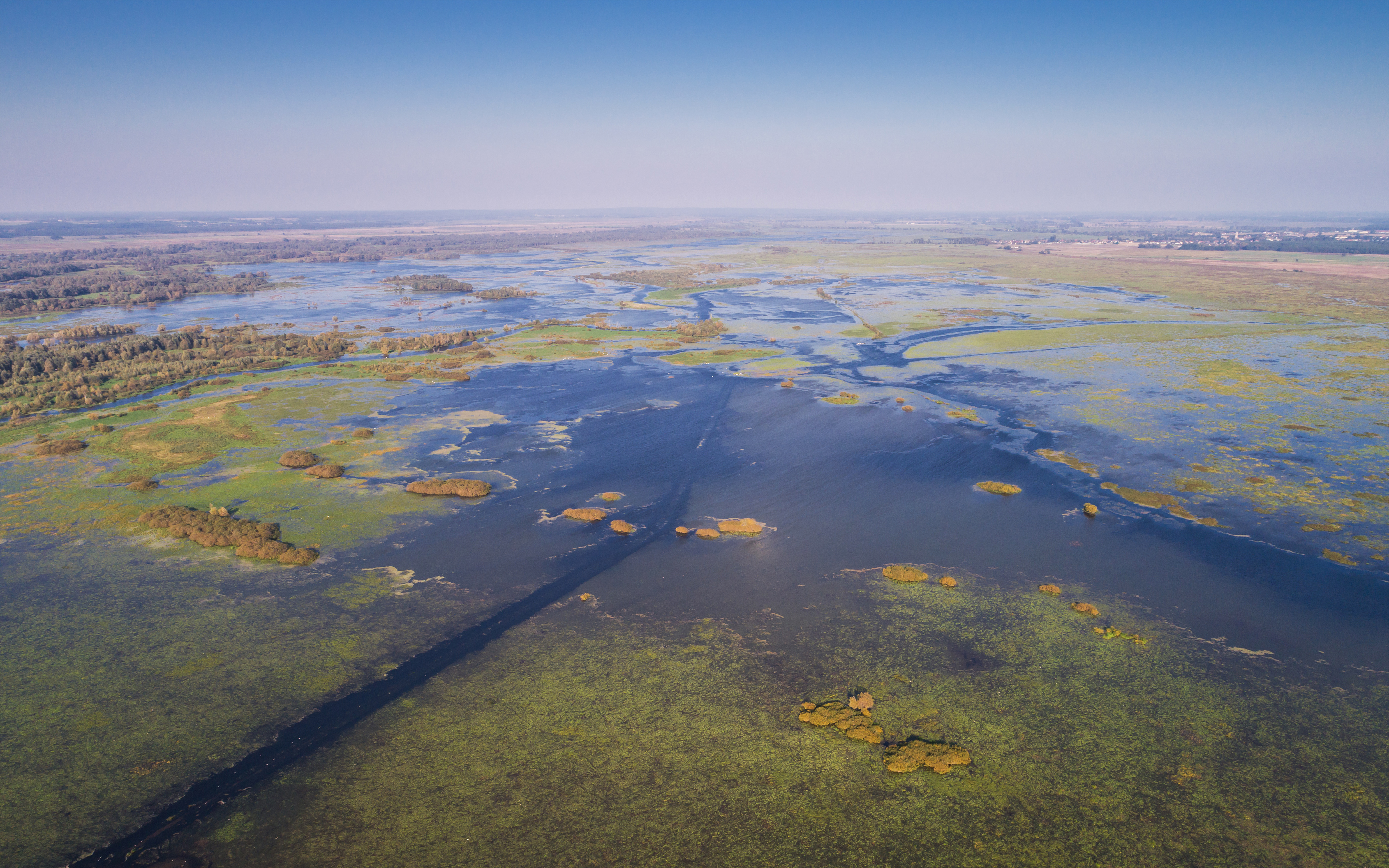
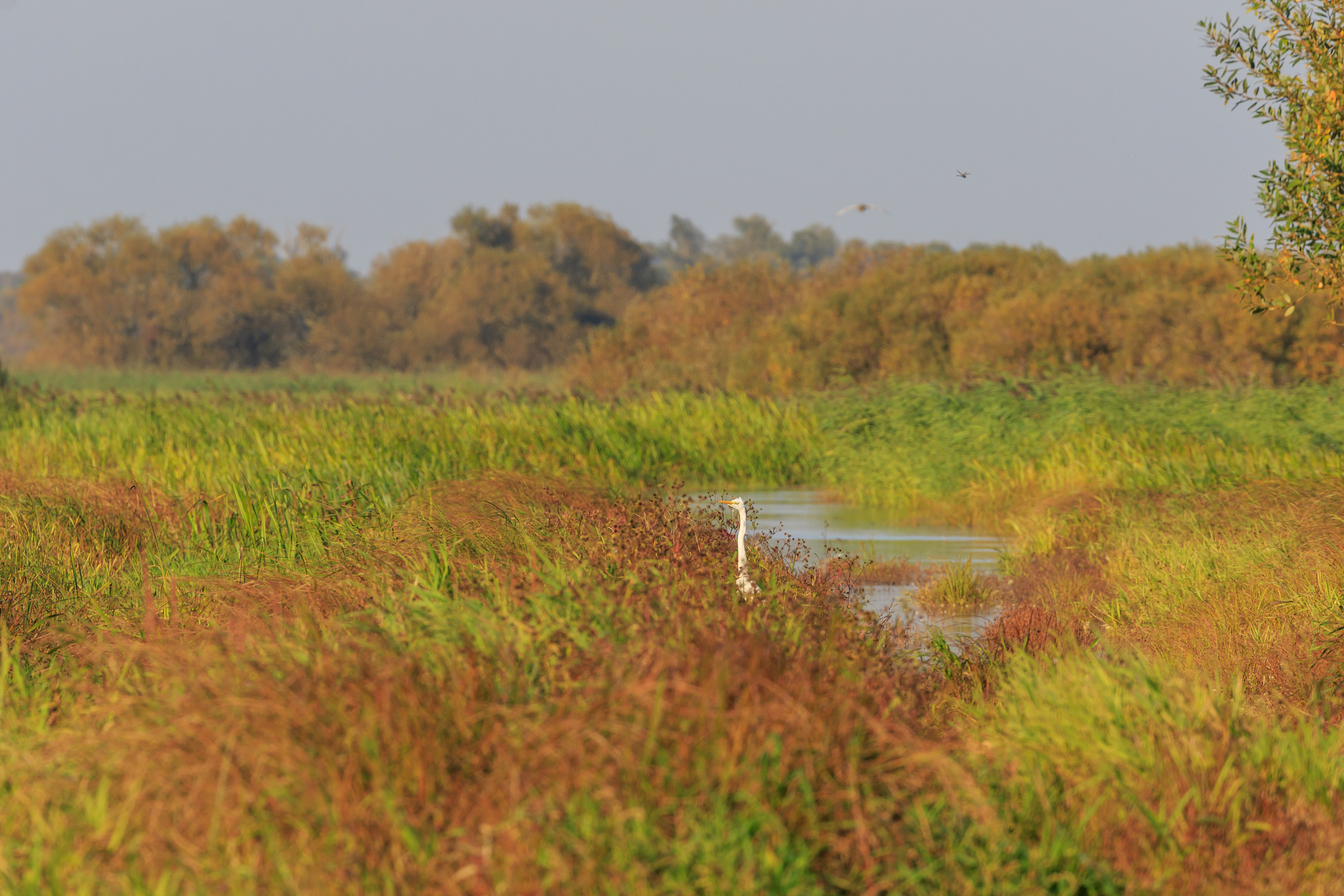

## La faune
La flore y est très hétérogène dans un sens biologique. Elle est restée naturelle dans une large mesure, bien que des centaines d'années d'activité humaine l'ont influencé, en particulier dans les zones boisées. D'autre part, la nature se trouvant dans les zones marécageuses plus proches de la Warta, sont restées essentiellement intacts, ce qui en fait un lieu d'étude intéressant pour les biologistes. En effet la plupart des grandes vallées fluviales en Europe ont été, elles, modifiées par l'homme.
La superficie du parc en fait l'une des régions les plus importantes pour les oiseaux en Pologne. Il y a 245 espèces d'oiseaux d'ici et 160 provenant d'autres contrées, dont 7 à 8 espèces de canards. 26 espèces sont en voie de disparition (selon la liste BirdLife International). Parmi elles se trouvent : Phragmite aquatique, Râle des genêts, Barge à queue noire, Grue cendrée, Butor étoilé, Blongios nain, ou - assez commune ici - la Guifette noire. 
En outre, dans le parc il y a 34 espèces de mammifères, y compris les loutres et les castors.
La principale menace pour l'écosystème du parc est le retour de plus grosses plantes dans le délicat système de prairies et de pâturages. Leur repousse met en danger les repaires des oiseaux, donc les autorités ont pris les mesures nécessaires pour lutter contre ce phénomène. 

## Activités
Dans le parc, il est possible de faire de la marche et du vélo, il y a d'ailleurs des pistes cyclables et deux promenades proposées à faire dans la nature Ptasim szlakiem (« trail oiseaux »), qui traversent les parties les plus importantes de la réserve Słońsk. 
Le parc est propriétaire d'un petit hôtel qui compte 5 chambres pour 15 personnes et un gîte pour environ 30 personnes.